# Барбертон (Вашингтон)
Барбертон (англ. Barberton) — переписна місцевість (CDP) в США, в окрузі Кларк штату Вашингтон. Населення — 8567 осіб (2020).

## Географія
Барбертон розташований за координатами 45°42′49″ пн. ш. 122°36′41″ зх. д. / 45.71361° пн. ш. 122.61139° зх. д. (45.713620, -122.611397).  За даними Бюро перепису населення США в 2010 році переписна місцевість мала площу 11,20 км², уся площа — суходіл.

## Демографія
Згідно з переписом 2010 року, у переписній місцевості мешкала 5661 особа в 2004 домогосподарствах у складі 1601 родини. Густота населення становила 506 осіб/км².  Було 2086 помешкань (186/км²).
Расовий склад населення:
| - 90,2 % — білих - 3,0 % — азіатів - 1,2 % — чорних або афроамериканців - 0,8 % — корінних американців - 0,3 % — вихідців з тихоокеанських островів - 1,4 % — осіб інших рас |

До двох чи більше рас належало 3,0 %. Частка іспаномовних становила 5,5 % від усіх жителів.
За віковим діапазоном населення розподілялося таким чином: 25,0 % — особи молодші 18 років, 61,5 % — особи у віці 18—64 років, 13,5 % — особи у віці 65 років та старші. Медіана віку мешканця становила 41,8 року. На 100 осіб жіночої статі у переписній місцевості припадало 101,2 чоловіків;  на 100 жінок у віці від 18 років та старших — 98,7 чоловіків також старших 18 років.
Середній дохід на одне домашнє господарство  становив 106 041 долар США (медіана — 89 408), а середній дохід на одну сім'ю — 111 662 долари (медіана — 96 250). Медіана доходів становила 70 906 доларів для чоловіків та 53 566 доларів для жінок. За межею бідності перебувало 8,0 % осіб, у тому числі 8,3 % дітей у віці до 18 років та 9,0 % осіб у віці 65 років та старших.
Цивільне працевлаштоване населення становило 3030 осіб. Основні галузі зайнятості: освіта, охорона здоров'я та соціальна допомога — 25,1 %, роздрібна торгівля — 15,1 %, виробництво — 8,7 %, транспорт — 8,4 %.